# Савлак (царь Колхиды)
Савлак — царь Колхиды, известный по «Естественной истории» древнеримского писателя I века Плиния Старшего и идентифицированный (по одной гипотезе) как царь, упоминаемый на восьми монетах, найденных на восточном побережье Чёрного моря.

## Упоминание у Плиния Старшего
Согласно Плинию Старшему, Савлак был потомком Ээта, царя Колхиды, известного по мифам об аргонавтах. Также он якобы нашёл богатые залежи золота и серебра в земле Суани и обставил свой дворец золотыми и серебряными архитектурными элементами, полученными в результате его военной победы над Сесострисом, царём Египта:
Савлак, потомок Ээта, царствовал в Колхиде. Он, найдя участок девственной земли в стране Суани, извлёк оттуда, как говорят, большое количество золота и серебра. Его царство, кроме того, славилось обладанием Золотым руном. Мы также встречаем упоминания о золотых арках его дворца, серебряных опорах, колоннах и пилястрах, которыми он завладел после покорения Сесостриса, царя Египта; правитель был настолько высокомерен, что каждый год, как говорят, он имел обыкновение выбирать по жребию одного из своих подчинённых царей и, запрягши  его в свою повозку, повторно праздновать свой прежний триумф.
Рассказ Плиния Старшего о Савлаке и его победе над египтянами не подтверждается другими письменными источниками, но имя Сесостриса в связи с Колхидой упоминалось многими классическими авторами, в первую очередь историком V века до н. э. Геродотом. Согласно ему Сесострис возглавил поход в Азию и отправил группу египтян для заселения Колхиды. Британский историк Мартин Бернал, признававший историчность этой кампании Сесостриса, датировал это событие 1930-ми или 1920-ми годами до н. э.
По мнению А. С. Балахванцева, рассказ Плиния Старшего отражает легенду, в основе которой лежит реальная победа колхидского царя Савлака, только не над легендарным египетским царём Сесострисом, а над реальным царём Ассирии Ашшурбанапалом, которая могла иметь место между 645 и 630 годами до н. э.

## Монеты
В XIX веке Савлак был идентифицирован немецким историком Альфредом фон Гутшмидом на восьми редких монетах, пять из которых были обнаружены в западной Грузии, близ Сухуми и в Вани.
Эта идентификация является спорной. Древнегреческая надпись на этих монетах неполная (ΒΑΣΙΛΕ… ΣΑΥ или ΣΑΥΜ). Ныне монеты находятся в коллекциях, расположенных в Москве, Берлине, Лондоне и Вани
В 1951 году исследователь Давит Капанадзе поддержал гипотезу Гутшмида.
Согласно другой версии монеты, приписываемые Савлаку, на самом деле относились к скифу Савмаку, пытавшемуся захватить власть в Боспорском царстве около 108 года до н. э. В частности, это утверждал в 2013 году Георгий Дундуа.
Однако в 2007 году появилось сообщение и о другой такой монете, найденной в Крыму, недалеко от Феодосии. Надпись на ней сохранилась полностью и гласит «ΣΑΥΛΑΚΟΥ», что подтверждает первоначальную версию Гутшмида.